# 創造社
創造社（そうぞうしゃ）は、1921年6月から7月の間に、日本で成立した中国現代文学の社団である。大正期に日本に留学していた郭沫若、成仿吾、郁達夫、張資平、田漢、鄭伯奇などの中国人留学生らによって共同創建された。太陽社とともに、当時、中国の二大革命文学団体の一つであった。
第一期創造社の主力は詩の郭沫若、小説の郁達夫、張資平、演劇の田漢、評論の成仿吾である。彼らの共通点は日本留学時に西洋や日本の近代文学に触れ、「実学」から「文学」へと突き抜けたことである。彼らの日本留学の目的は医学や工学などの「実学」を学ぶことであったが、「実学」を超える意味を「文学」の中に見出した。だからこそ創造社は急激な左翼化を遂げることになる。
創造社は成立後、『創造社叢書』を編集出版し郭沫若の詩歌『女神』などを掲載した。翌年、『創造季刊』の発行を開始し、1923年には、『創造週報』、さらに、『中華新報』の文学副刊である『創造日』を編集出版している。
芸術派・浪漫派とされる創造社は、当初から人生派・写実派とされる文学研究会に対抗した。前期には、天才を尊重し、自我の表現を芸術の趣旨となし、作品は、早期ロマン主義・耽美主義の特徴を有していた。中国の新文学活動に相当の促進作用をもたらした。創造社が核心となって形成した詩歌の流れは、早期ロマン主義と称された。
後期には、日本から帰国した馮乃超、王独清、穆木天、彭康などの新会員が加入した。
1925年の五・三〇事件ごろから革命文学（プロレタリア文学）を唱えだした。
1926年、創造社は出版部を上海市閘北宝山路三徳里A11号に設けた。編集部が出版した『A11』は、この住所によったものである。1928年には、老靶子路（現在の武進路）518号に移転した。創造社出版部は、『創造月刊』、『A11』週刊、『創造社叢書』など10余種の刊行物や叢書を出版した。
1929年2月、創造社と出版部は、国民政府当局によって閉鎖された。